# Éder Aleixo
Éder Aleixo (* 25. Mai 1957 in Vespasiano; eigentlich Éder Aleixo de Assis) ist ein ehemaliger brasilianischer Fußballspieler.

## Karriere
Éder Aleixo spielte zwischen Mai 1979 und April 1986 insgesamt 54-mal für die brasilianische Fußballnationalmannschaft und erzielte dabei acht Tore. Er war bereits 1979 im Kader der Seleção bei der Copa América 1979 und wurde einmal eingesetzt. Bei seinen ersten beiden Länderspielen gegen Paraguay am 17. Mai 1979 und Uruguay traf er jeweils einmal. Éder war auch im Kader bei der Mundialito 1980/81, wurde aber erst im Endspiel neun Minuten vor Schluss einmal eingesetzt.
International bekannt wurde er durch die Teilnahme an der Fußball-Weltmeisterschaft 1982, bei der er in allen fünf Spielen der Brasilianer auflief und zwei der schönsten Tore der WM erzielte. Zu dieser Zeit galt er als einer der besten Linksaußen der Welt. Die als „Dream Team“ gefeierte klar favorisierte Seleção erzielte 15 Tore in fünf Spielen und zeigte hochklassigen Fußball, schied jedoch überraschend durch ein 2:3 gegen die italienische Fußballnationalmannschaft aus.
Bei der Copa América 1983 war Eder bester brasilianischer Schütze mit zwei Treffern. Seinen Spitznamen O Canhão („die Kanone“) erhielt er aufgrund seiner gewaltigen Schusskraft.
Auf nationaler Ebene gewann er mit Grêmio Porto Alegre zweimal und mit Atlético Mineiro sechsmal die jeweilige Regionalmeisterschaft.

## Länderspieltore
- 1979: Länderspiel gegen Paraguay am 17. Mai 1979; Länderspiel gegen Uruguay am 31. Mai 1979[1]
- 1981: Freundschaftsspiel gegen Irland am 23. September 1981[2]
- 1982: Freundschaftsspiel gegen Portugal am 5. Mai 1982; WM-Spiel gegen die Sowjetunion am 14. Juni 1982; WM-Spiel gegen Schottland am 18. Juni 1982[3]
- 1983: Spiel bei der Copa América gegen Ecuador am 1. September 1983; Spiel bei der Copa América gegen Paraguay am 20. Oktober 1983[4]

## Erfolge
- 1977 und 1979: Campeonato Gaúcho und 1979 Torneo Ciudad de Rosario mit Grêmio Porto Alegre
- 6-mal Gewinn der Campeonato Mineiro von 1978 bis 1983 und einmal 1985
- 1980: Vize bei der Mundialito
- 1982: Gewinn des Tournoi de Paris mit Atlético Mineiro
- 1983: Vize-Torschützenkönig der brasilianischen Liga
- 1983: Vize-Meister Copa América 1983
- 1990: Gewinn der Trofeo Ramón de Carranza mit Atlético Mineiro
- 1993: Copa do Brasil mit Cruzeiro Belo Horizonte